# Snežana Čongradin
Snežana Čongradin (srp.: Снежана Чонградин; Kikinda, 25. siječnja 1978.), srbijanska je novinarka i kolumnistica, jedno od najznačajnih imena tiskanog novinarstva u Srbiji.

## Životopis
Snežana Čongradin je rođena 1978. godine u Kikindi. U rodnom gradu je završila osnovnu i gimnaziju. Diplomirala na 2002. godine na Filozofskom fakultetu Sveučilišta u Beogradu, na smjeru filozofija. 
Od 2003. godine radi kao novinarka u dnevnom listu Danas. Godine 2016. je postala kolumnistica ovog lista, čija kolumna pod nazivom Beli listić izlazi svakog četvrtka. Iako nije mijenjala mjesto zaposljenja, tokom radnog vijeka surađivala je s brojnim drugim medijima u Srbiji i regionu. Neki od njih su: Peščanik, Al Jazeera Balkans i Karakter.  
Kao novinarka, vrlo brzo se našla pod pritiskom i kritikama tadašnje vlasti, jer je pokretala i pisala o temama koje su sve vlasti nakon 2000. godine, usprkos padu režima Slobodana Miloševića, izbjegavale ili pravile izravne kompromise s ratnim huškačima i zločincima, a tiču se odgovornosti Srbije za ratove, ratne zločine, genocid i etnička čišćenja. Osim pritisaka s vrha, suočavala se s problemima i u svojoj okolini u naporima da te teme plasira i učini značajnim za javni interes. 
Prijetnje smrću, protjerivanjem iz države, seksualnim nasiljem, od običnih ljudi, bez funkcija i odgovornosti, vrlo brzo su počele da pristižu, tako da povijest takve vrste odnosa prema predmetu istraživanja i pisanja traje gotovo od samog početka bavljenja novinarstvom. Najdrastičniji primjer su prijetnje smrću i robijom koje joj je uputio Vojislav Šešelj u srpnju 2019. godine. Šešelj joj je i drugi put prijetio na TV Pink 2020. godine, kada je tvrdio da bi ju trebalo uhititi. Srpnja 2022. godine Vojislav Šešelj joj je posvetio knjigu Mungos iz peščare Snežana Čongradin. Knjiga je objavljena u nakladničkoj kući Srpske radikalne stranke − Velika Srbija. Okarakterirana je kao još jedan napad na ličnost Snežane Čongradin.
Usprkos gomilanju prijetnji tijekom niza godina, prvi put je prijavila tužiteljstvu menadžera u Nogometnom savezu Srbije koji joj je prijetio preko društvene mreže Facebook, početkom studenog 2021. godine. Krajem istog mjeseca, na prosvjedu koji je organiziran kod Doma omladine u Beogradu zbog grafita Ratku Mladiću, jedna muškarac, koji je bio pripadnik Levijatana, fizički ju je napadao. Udario ju je rukom, ali je brzom intervencijom pripadnika policije u civilu priveden. Pokret Ne davimo Beograd i Demokratska stranka osudili su napad na novinarku.
Također, posebna vrsta prijetnji nasiljem i ugrožavanjem odnosile su se na činjenicu da je žena, pa se Snežana Čongradin nalazila među njih nekoliko koje javno proganjao i omalovažavao bivši profesor Fakulteta za medije i komunikacije u Beogradu, Zoran Ćirjaković. Nakon reakcije javnosti, ovaj profesor je udaljen s fakulteta, 2019. godine. 
Živi u Beogradu.

## Priznanja
- Nagrada za borbu protiv diskriminacije (2011)
- Nagrada Nikola Burzan (2016)
- Nagrada BeFem (2020)
- Novinarka zaslužna za afirmaciju kritičke misli (2020)
- Nagrada Kuće ljudskih prava i demokracije (2021)
- Nagrada Dušan Bogavac (2022)

## Vanjske poveznice
- Snežana Čongradin